# Relations entre le Japon et le Portugal
Les relations entre le Japon et le Portugal sont définis par les relations diplomatiques, culturelles et commerciales actuelles et historiques entre le Japon et le Portugal. L'histoire des relations entre les deux nations remonte au milieu du XVIe siècle, lorsque les marins portugais arrivèrent pour la première fois au Japon en 1543, et les relations diplomatiques reprirent officiellement au XIXe siècle avec le traité de paix, d'amitié et de commerce.
Les Portugais furent les premiers Européens à rencontrer les Japonais, au XVIe siècle. Les armes à feu qu’ils introduisirent par la suite eurent un grand impact sur l’unification du Japon, et l’ère commerciale qui suivit stimula le développement économique. L'héritage portugais au Japon comprend, entre autres, l'art Nanban et le patrimoine gastronomique (par exemple la tempura ou divers plats sucrés comme le konpeitō ou les gâteaux castella de Nagasaki), mais aussi l'héritage linguistique, qui se reflète dans plusieurs dizaines d'emprunts portugais à la langue japonaise dans la géographie, la religion et la culture quotidienne, par exemple le pain. L’héritage portugais au Japon est toujours présent dans la conscience de la société japonaise d’aujourd’hui.
Les deux nations sont membres de l’Organisation mondiale du commerce. Depuis 2014, le Japon bénéficie du statut d’observateur associé au sein de la Communauté des pays de langue portugaise. En 2016, 440 citoyens japonais étaient enregistrés au Portugal  et 589 Portugais étaient enregistrés au Japon.

## Histoire

### XVIesiècle

#### Commerce
La première affiliation entre le Portugal et le Japon a commencé en 1543, lorsque les explorateurs portugais ont débarqué dans l'archipel du sud du Japon, devenant ainsi les premiers Européens à atteindre le Japon. Dès l'arrivée des premiers Portugais en 1543, les commerçants et les marchands portugais ont commencé à rechercher des opportunités commerciales au Japon. Cette période est souvent appelée commerce Nanban, au cours de laquelle les Portugais et les Japonais se livraient au mercantilisme et aux échanges culturels.Les Portugais fondèrent à cette époque le port de Nagasaki, à l'initiative du jésuite Gaspar Vilela et du seigneur daimyo Ōmura Sumitada, en 1571, où arrivaient désormais les navires de commerce annuels.
L'expansion du commerce a étendu l'influence portugaise au Japon, en particulier à Kyushu, où le port est devenu un point chaud stratégique après l'aide portugaise au Daimyo Sumitada pour repousser une attaque sur le port par le clan Ryūzōji en 1578.
La cargaison des premiers navires portugais (appelés kurofune, « navires noirs », par les Japonais) à leur escale au Japon était essentiellement constituée de marchandises en provenance de Chine (soie, porcelaine, etc.). Les Japonais convoitaient ces marchandises, qui étaient interdites aux contacts avec les Chinois par l'Empereur en guise de punition pour les attaques de pirates de Wokou. Les Portugais ont donc joué le rôle d’intermédiaires dans le commerce asiatique. De nombreux produits et éléments culturels ont afflué au Japon depuis le Portugal, tandis que l'argent et d'autres marchandises du Japon ont afflué au Portugal.

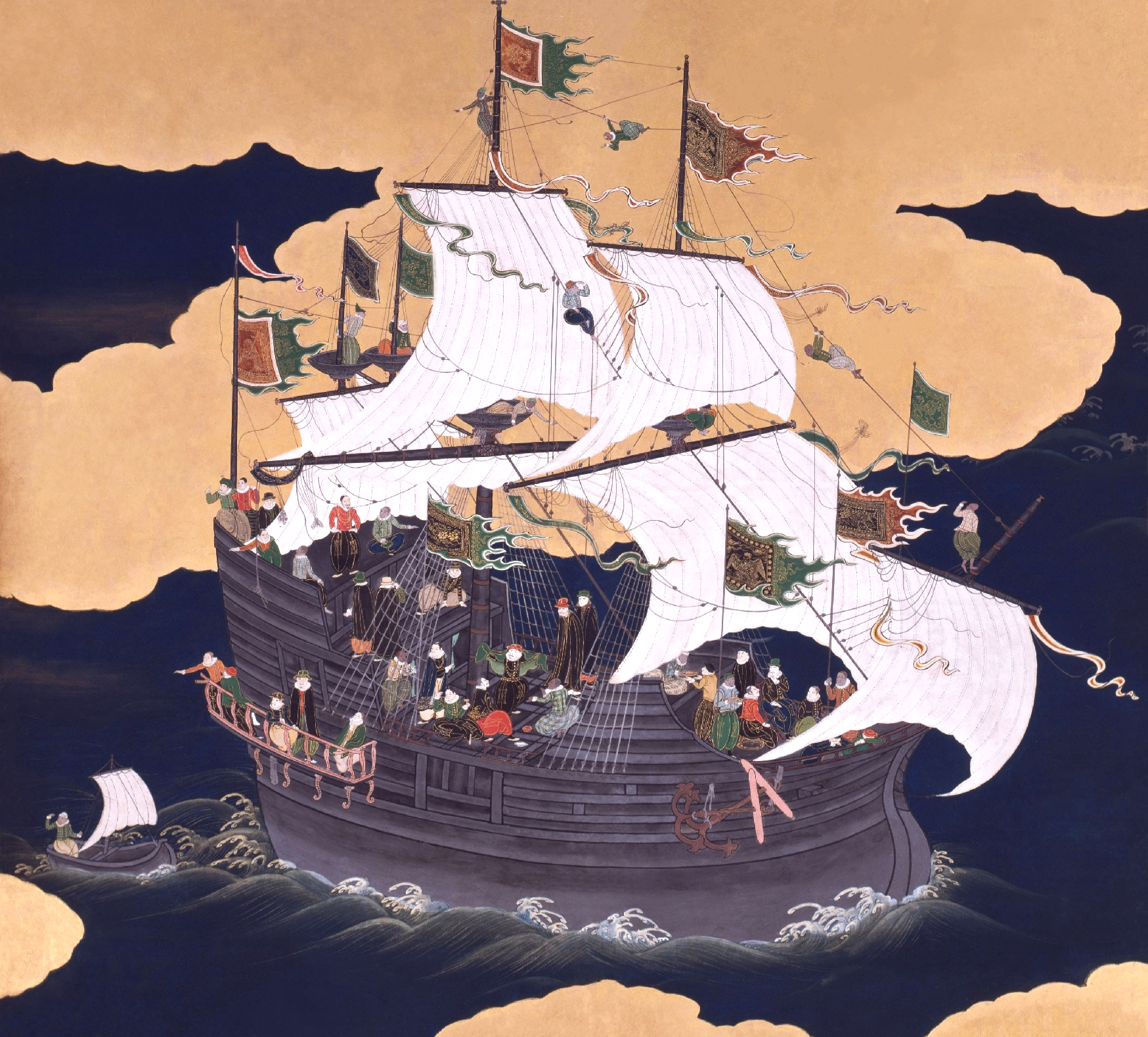
Un navire marchand portugais, une caraque (ou nau), à Nagasaki, représenté dans l'art du XVIIe siècle.

En 1592, le commerce portugais avec le Japon commença à être de plus en plus contesté par les contrebandiers chinois sur leurs roseaux, en plus des navires espagnols venant à Manille en 1600, des Hollandais en 1609 et des Anglais en 1613.
L’une des nombreuses choses qui intéressaient les Japonais étaient les armes portugaises.Les trois premiers Européens arrivés au Japon en 1543 étaient les commerçants portugais António Mota, Francisco Zeimoto et António Peixoto (également vraisemblablement Fernão Mendes Pinto). Ils arrivèrent à la pointe sud de Tanegashima, où ils allaient introduire les armes à feu auprès de la population locale. Ces mousquets recevront plus tard le nom d'après leur emplacement.
Parce que le Japon était au milieu d'une guerre civile, appelée période Sengoku, les Japonais ont acheté de nombreuses pièces d'artillerie portugaises, comme des arquebuses et des canons. Oda Nobunaga, un célèbre daimyo qui a presque unifié tout le Japon, a fait un usage intensif des armes à feu, jouant un rôle clé dans la bataille de Nagashino. En un an, les forgerons japonais réussirent à reproduire le mécanisme et commencèrent à produire en masse les armes portugaises. Les premiers problèmes dus à l'inexpérience japonaise ont été corrigés avec l'aide de forgerons portugais. Les Japonais ont rapidement travaillé sur diverses techniques pour améliorer l'efficacité de leurs armes et ont même développé des canons et des munitions de plus gros calibre pour augmenter la létalité. Et à peine 50 ans plus tard, ses armées étaient équipées d’un grand nombre de ces armes, changeant la façon dont la guerre était menée sur les îles. Les armes ont joué un rôle extrêmement important dans l'unification du Japon sous Toyotomi Hideyoshi et Tokugawa Ieyasu, ainsi que dans les invasions de la Corée en 1592 et 1597. Les Européens ont apporté par le commerce non seulement des armes, mais aussi des horloges, du savon, du tabac et d'autres produits inconnus au Japon féodal.

#### Les jésuites au Japon
Un commerçant portugais partit de Malacca pour le Japon en 1547 et rédigea le premier rapport détaillé sur le Japon pour Francisco Xavier. Motivé par ce rapport, Xavier voyagea à travers le Japon entre le 15 août 1549 et le 15 novembre 1551, en commençant par Kagoshima. Il a posé les bases de l'activité missionnaire des jésuites et a ainsi introduit le christianisme au Japon. D'autres jésuites portugais, comme Francisco Cabral et Gaspar Coelho, visitèrent le Japon en 1570 et continuèrent à mener des activités missionnaires chrétiennes à Kyushu, conduisant plus tard plusieurs seigneurs de la région à se christianiser. Des envoyés Tenshō furent également envoyés en Europe à la fin du XVIe siècle. Les jésuites exercèrent d'abord une mission exclusive, puis en concurrence avec d'autres ordres monastiques chrétiens, mais ils favorisèrent aussi de manière significative les échanges culturels, scientifiques, institutionnels, commerciaux et diplomatiques.
Outre l'aspect religieux, la culture européenne y était enseignée dans de nombreux domaines, comme la musique, le théâtre, la peinture et l'art occidental. Ils publiaient des imprimés en latin, en portugais, en japonais romanisé et transcrit et diffusaient des connaissances dans des domaines tels que la cartographie, l'astronomie, la médecine, l'armée et la gastronomie. Les jésuites portugais ont également joué un rôle dans la rédaction de plusieurs ouvrages sur la langue et la société japonaises. Les publications comprennent le premier dictionnaire japonais-portugais et la grammaire japonaise, cette dernière de João Rodrigues, au début des années 1600, qui ont pris plus de quatre ans à compiler et sont devenues des ressources précieuses pour les études philologiques du japonais et du portugais aujourd'hui. D'autres ouvrages importants comprennent les livres « La première description européenne du Japon » et « Historia de Iapam » de Luís Fróis et « História da Igreja do Japão » (également de João Rodrigues) sur l'histoire du Japon.
En 1556, le jésuite Luís de Almeida, qui avait diffusé les connaissances chirurgicales et autres connaissances médicales d'Europe au Japon, fonda le premier hôpital de médecine européenne au Japon, une léproserie et un jardin d'enfants à Ōita.
Avec le décret contre le christianisme au Japon en 1587 et l'expulsion des missionnaires à partir de 1614, commença la persécution des chrétiens au Japon, qui prit fin en 1639 avec l'expulsion des jésuites et des Portugais du Japon. Dès 1625, Francisco Pacheco, chef de la mission jésuite au Japon, était exécuté aux portes de Nagasaki. Le missionnaire portugais Cristóvão Ferreira, arrivé au Japon en 1610, a contribué à la situation tendue sur cette question par son rôle varié jusqu'à son exécution vers 1650. Les moines bouddhistes du Japon, qui craignaient pour leur pouvoir, ont également fait pression pour l’expulsion.

#### Commerce des esclaves
Après le premier contact des Portugais avec le Japon en 1543, des esclaves japonais furent vendus aux Portugais et envoyés à divers endroits d'outre-mer, y compris au Portugal même, tout au long des XVIe et XVIIe siècles,. Les documents mentionnent la traite des esclaves ainsi que les protestations contre l'esclavage des Japonais, initialement émises par le roi Sébastien du Portugal au Daimyo du Japon, pour mettre fin à l'esclavage et au transport des Japonais. Des centaines de Japonais, en particulier des femmes, ont été vendus comme esclaves. On pense que les esclaves japonais furent les premiers de leur nation à atterrir en Europe, et les Portugais achetèrent des Japonais pour les amener au Portugal à des fins sexuelles, comme l'a noté l'Église en 1555. Le roi Sébastien craignait que cela ait un effet négatif sur le commerce entre les pays et sur l'évangélisation catholique, puisque le commerce d'esclaves au Japon prenait de plus en plus d'ampleur. Il ordonna donc son interdiction en 1571,.
Les femmes esclaves japonaises étaient même vendues comme concubines, servant sur des navires portugais et faisant du commerce au Japon, comme le mentionne Luis Cerqueira, un jésuite portugais, dans un document de 1598. Les esclaves japonais furent amenés par les Portugais à Macao, où certains d'entre eux finirent non seulement par être réduits en esclavage par les Portugais, mais aussi par servir d'esclaves à d'autres esclaves, les Portugais possédant des esclaves malais et africains, qui à leur tour possédaient leurs propres esclaves japonais,.
Hideyoshi était tellement dégoûté de voir ses propres Japonais vendus en masse comme esclaves à Kyushu, qu'il écrivit une lettre au vice-provincial jésuite Gaspar Coelho le 24 juillet 1587 pour exiger que les Portugais, les Siamois (Thaïlandais) et les Cambodgiens cessent d'acheter des esclaves japonais et renvoient ceux qui finissaient par se retrouver en Inde,,. Hideyoshi a accusé les Portugais et les Jésuites d'être responsables de ce commerce d'esclaves et a interdit l'évangélisation chrétienne en conséquence,. Les historiens ont cependant noté que la propagande anti-portugaise était activement promue par les Japonais, notamment en ce qui concerne les achats portugais de femmes japonaises à des fins sexuelles.
Certains esclaves coréens furent achetés par les Portugais et ramenés au Portugal depuis le Japon, où ils faisaient partie des dizaines de milliers de prisonniers de guerre coréens transportés au Japon lors des invasions japonaises de la Corée (1592-1598),. Les historiens ont souligné qu'au moment même où Hideyoshi exprimait son indignation et son indignation face au commerce portugais d'esclaves japonais, il se livrait lui-même à un commerce de masse d'esclaves de prisonniers de guerre coréens au Japon,. Les daimyos chrétiens japonais étaient principalement responsables de la vente de leurs compatriotes japonais aux Portugais. Des femmes et des hommes japonais, des Javanais, des Chinois et des Indiens ont tous été vendus comme esclaves au Portugal. Les Japonais et autres Asiatiques capturés au combat étaient également vendus par leurs compatriotes aux Portugais comme esclaves, mais les Japonais vendaient également des membres de leur famille qu'ils ne pouvaient pas se permettre de subvenir aux besoins en raison de la guerre civile. Selon le professeur Charles Boxer, les auteurs asiatiques anciens et modernes ont « commodément négligé » leur rôle dans l'esclavage de leurs compatriotes.
Filippo Sassetti vit quelques esclaves chinois et japonais à Lisbonne parmi la grande communauté d'esclaves en 1578,,,,.

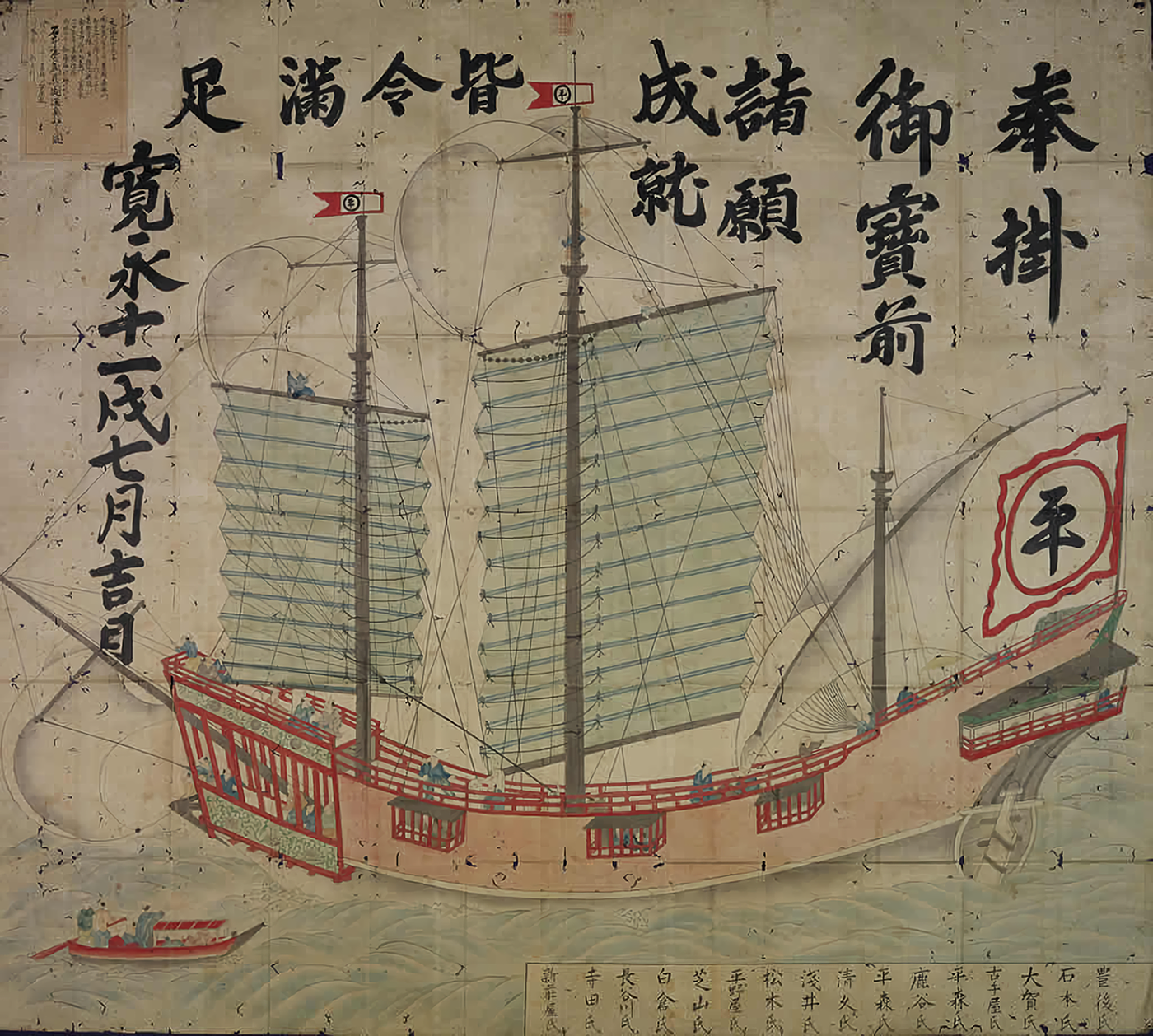
Navire marchand japonais, navire Sceau rouge, « Shuinsen » vers 1634.

Les Portugais « estimaient beaucoup » les esclaves asiatiques comme les Chinois et les Japonais, bien plus « que les esclaves d'Afrique subsaharienne ». Les Portugais attribuaient des qualités comme l'intelligence et l'assiduité aux esclaves chinois et japonais, c'est pourquoi ils les favorisaient davantage,,,.
En 1595, une loi fut votée au Portugal interdisant la vente et l'achat d'esclaves chinois et japonais.

### XVIIesiècle
Lorsque des relations commerciales officielles furent établies en 1609 à la demande de l'Anglais William Adams, les Néerlandais obtinrent des droits commerciaux étendus et établirent un avant-poste commercial de la Compagnie néerlandaise des Indes orientales à Hirado. Ils échangeaient des produits asiatiques exotiques tels que des épices, des textiles, de la porcelaine et de la soie. Lorsque le soulèvement de Shimabara de 1637 eut lieu, au cours duquel les chrétiens japonais lancèrent une rébellion contre le shogunat Tokugawa, il fut écrasé avec l'aide des Hollandais. En conséquence, toutes les nations chrétiennes qui avaient apporté leur aide aux rebelles furent expulsées, laissant les Hollandais comme seul partenaire commercial de l'Occident. Parmi les nations expulsées se trouvait le Portugal, qui possédait un comptoir commercial dans le port de Nagasaki, sur une île artificielle appelée Dejima. Dans le cadre d'une initiative du shogunat visant à retirer le commerce hollandais au clan Hirado, l'ensemble du comptoir commercial hollandais fut déplacé à Dejima.

### XIXesiècle
Ce n'est qu'à partir de la période Meiji que des échanges officiels significatifs ont eu lieu entre le Japon et le Portugal. Après l'ouverture du Japon au commerce avec l'Occident dans les années 1850, le gouvernement du Shogun devint plus réceptif au rétablissement des relations diplomatiques avec le gouvernement portugais. Agissant en tant que représentant du Portugal, le gouverneur de Macao, Isidoro Francisco Guimarães, a accepté. Le 3 août 1860, un traité de commerce et de paix fut conclu entre les deux pays et leurs anciennes relations diplomatiques furent rétablies entre eux.
Par la suite, un grand nombre de Portugais de Macao et de Shanghai se sont installés au Japon, où ils ont travaillé dans des sociétés commerciales ou auprès des autorités. De cette communauté d'immigrants sont nées, entre autres, les écoles portugaises de Kōbe et de Yokohama.
Wenceslau de Moraes a notamment grandement contribué à la présence portugaise au Japon en tant que médiateur diplomatique et économique. L'officier de marine a vécu avec sa femme japonaise à Kōbe de 1898 à 1913 et a d'abord été consul du Portugal à cette ville et à Osaka avant de diriger le consulat général du Portugal à Kobe à partir de 1912. Jusqu'à sa mort à Tokushima, il a écrit plusieurs livres importants sur le sujet.

### XXesiècle
Au cours de la Première Guerre mondiale, le Portugal et le Japon ont participé ensemble à la guerre aux côtés des Alliés. Après la guerre, neuf pays, dont le Japon et le Portugal, participèrent à la conférence navale de Washington de 1922, où ils ratifièrent tous deux le traité des neuf puissances.
Pendant la Seconde Guerre mondiale, les deux pays entretenaient des relations compliquées. Le Portugal était officiellement neutre ; bien qu'il soit plus étroitement lié aux Alliés, il adhérait à une stricte neutralité en Asie de l'Est, pour protéger ses territoires de Macao et du Timor oriental. Au début, le Japon respectait la neutralité des deux territoires. Macao, en particulier, devient un refuge pour les réfugiés civils alliés. Cependant, à des degrés divers, Macao et le Timor oriental passèrent par la suite sous le contrôle de facto du Japon, jusqu'à la fin de la guerre. Pendant cette période, les relations diplomatiques ont été temporairement perturbées.

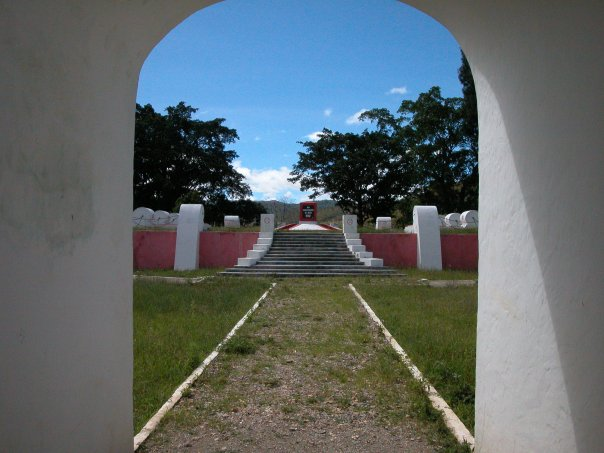
Un mémorial pour les Timorais et les Portugais morts à la suite de la Seconde Guerre mondiale, à Aileu, au Timor oriental.

Début 1942, alors que les forces japonaises avançaient rapidement à travers les Indes orientales néerlandaises, le Portugal déclina toutes les demandes de coopération des Alliés, qui pensaient que le Timor oriental deviendrait le site d'importantes bases japonaises. Néanmoins, le Portugal ne s'opposa pas, lorsque les forces australiennes et néerlandaises débarquèrent unilatéralement au Timor oriental, à établir des positions défensives. Au cours de la campagne de Timor qui suivit, les Timorais autochtones et d'autres sujets portugais aidèrent les Alliés et subirent des représailles de la part des forces japonaises. Les Alliés se retirèrent en 1943 et le Timor oriental resta de facto sous occupation japonaise jusqu'à la fin de 1945, lorsque les troupes japonaises au Timor oriental se rendirent au gouverneur portugais.
Pendant ce temps, les autorités portugaises de Macao subissaient une pression croissante pour coopérer avec l’armée japonaise. En août 1943, les troupes japonaises saisirent un bateau à vapeur immatriculé au Royaume-Uni dans le port de Macao. Peu de temps après, le Japon a lancé un ultimatum au Portugal, exigeant que le gouvernement territorial accepte l'installation de conseillers japonais et menaçant d'occupation directe. Le Portugal a accédé aux demandes japonaises et Macao est devenu de fait un protectorat japonais. Croyant que le Japon avait ou aurait accès à des réserves de carburant d'aviation à Macao, les forces américaines ont lancé plusieurs raids aériens sur le territoire. En 1950, le gouvernement américain a indemnisé le gouvernement portugais à hauteur de 20 millions de dollars pour les dommages causés à Macao par les raids aériens américains. En 1945, les Japonais se retirèrent finalement et rendirent le Timor oriental au Portugal.
En 1952, le Japon a recouvré sa souveraineté en publiant le traité de San Francisco, et les relations diplomatiques entre le Portugal et le Japon ont été rétablies l'année suivante, en 1953. La même année, le Portugal établit une ambassade au Japon (Tokyo) et le Japon au Portugal (Lisbonne) en 1954. Depuis lors, le Portugal a connu des changements majeurs, depuis la dictature d'António Salazar jusqu'à la démocratisation par la Révolution des Œillets et l'adhésion à la Communauté économique européenne et à l'Union européenne, et a perdu son territoire restant en Asie avec l'indépendance de Macao et du Timor oriental.

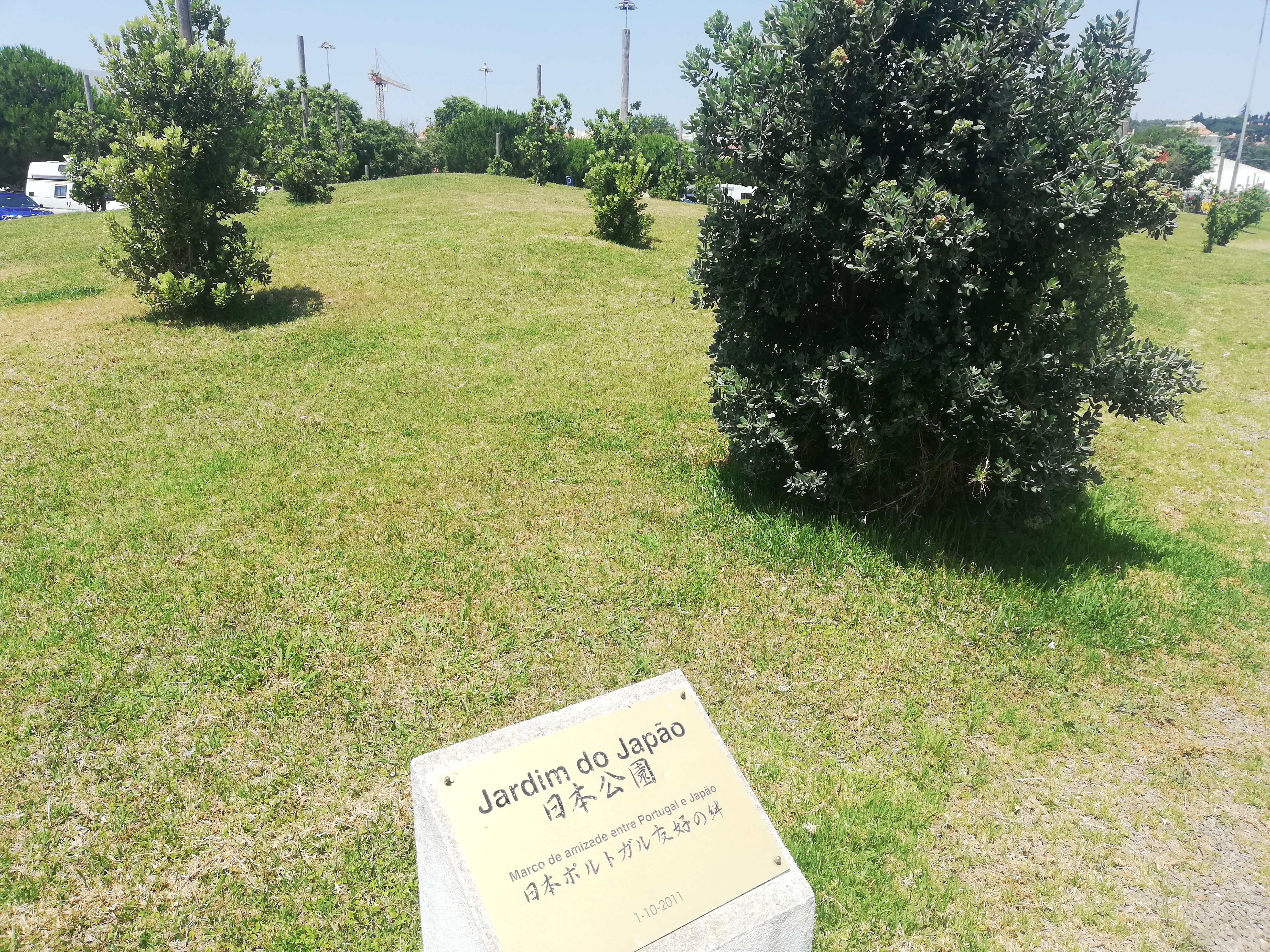
Jardin japonais à Lisbonne, marquant l'amitié entre les nations (créé en 2011).

Les relations entre le Portugal et le Japon sont restées depuis lors bonnes et amicales. En 1993, des événements commémorant le 450e anniversaire de l'arrivée des Portugais à Tanegashima ont eu lieu. La même année, le président Mário Soares s'est rendu au Japon et la princesse Hisako Takamado s'est rendue au Portugal.
En 1998, l'Exposition universelle de Lisbonne s'est tenue sous le thème « Les océans : un héritage pour l'avenir », avec l'empereur Akihito et l'impératrice Michiko effectuant leur première visite au Portugal.

### XXIesiècle
En 2004, le prince de l'époque et actuel empereur Naruhito s'est rendu au Portugal.
En 2010 et 2020, un certain nombre d'événements culturels et sportifs (tels que des films japonais, des spectacles d'anime, des événements de judo et des expositions et ateliers de calligraphie) ont été organisés au Portugal pour commémorer les 150e et 160e anniversaires des relations diplomatiques et de l'amitié entre les deux pays depuis le XIXe siècle.
À Nagasaki, le festival Kunchi est célébré chaque année et commémore l'arrivée et la présence des Portugais dans la ville au XVIe siècle.

## Visites diplomatiques

### Du Japon au Portugal
| Année | Nom |
| ----- | --- |
| 2001  | Inoue Yutaka, président de la Chambre des conseillers                                                                                                |
| 2002  | Ministre des Affaires étrangères Tanaka Makiko |
| 2003  | Le président de la Chambre des représentants Tamisuke Watanuki                                                                                       |
| 2004  | Son Altesse Impériale le Prince Héritier Naruhito |
| 2006  | Ministre d'État Kōki Chūma Envoyé spécial Taimei Yamaguchi                                                                                           |
| 2007  | Issei Kitagawa, vice-ministre parlementaire de la Défense Masaji Matsuyama, vice-ministre parlementaire de l'Économie, du Commerce et de l'Industrie |
| 2009  | L'ancien Premier ministre Junichiro Koizumi |
| 2010  | Yutaka Banno, vice-ministre principal des Affaires étrangères                                                                                        |
| 2014  | Le Premier ministre Shinzo Abe Ministre d'État Tomomi Inada                                                                                          |
| 2015  | Yohei Matsumoto, vice-ministre parlementaire du Cabinet Office                                                                                       |
| 2017  | Motome Takisawa, vice-ministre parlementaire des Affaires étrangères                                                                                 |
| 2019  | Ministre d'État Takuya Hirai |
| 2020  | Ministre des Affaires étrangères Toshimitsu Motegi                                                                                                   |
| 2021  | Ministre de l'Exposition universelle 2025 et ministre des Missions spéciales Shinji Inoue                                                            |

### Du Portugal au Japon
| Année | Nom |
| ----- | --- |
| 2000  | Ministre du Travail et de la Solidarité Eduardo Luiz Barreto Ferro Rodrigues |
| 2002  | Vice-ministre des Affaires étrangères Luís Filipe Marques Amado |
| 2003  | Vice-ministre des Affaires étrangères Lourenço dos Santos |
| 2004  | Ministre des Affaires étrangères Teresa Patrício de Gouveia |
| 2005  | Président Jorge Fernando Branco de Sampaio |
| 2006  | Ministre de l'Économie et de l'Innovation Manuel António Gomes de Almeida de Pinho |
| 2007  | Ministre des Affaires étrangères Luís Filipe Marques Amado |
| 2008  | Président de l'Assemblée de la République Jaime José Matos da Gama |
| 2011  | Ministre des Finances, Fernando Teixeira dos Santos |
| 2012  | Ministre des Finances Vítor Louçã Rabaça Gaspar Gouverneur de la Banco de Portugal Carlos da Silva Costa |
| 2013  | Ministre des Affaires étrangères Paulo Sacadura Cabral Portas |
| 2014  | Ministre de l'Agriculture, de la Mer, de l'Environnement et de l'Aménagement du territoire Maria de Assunção Oliveira Cristas Machado da Graça |
| 2015  | Secrétaire d'État à l'Alimentation et à la Recherche Agroalimentaire Alexandre Nuno Vaz Baptista de Vieira e Brito Ministre de l'Administration Interne Anabela Miranda Rodrigues Premier ministre Pedro Manuel Mamede Passos Coelho Ministre des Affaires étrangères Rui Manuel Parente Chancerelle de Machete Ministre de l'Économie António Pires de Lima Ministre de l'Environnement, de l'Aménagement du territoire et de l'Énergie Jorge Manuel Lopes Moreira da Silva |
| 2016  | Ministre du Plan et des Infrastructures Pedro Manuel Dias de Jesus Marques Secrétaire d'État à l'Internationalisation Jorge Costa Oliveira |
| 2017  | Secrétaire d'État à l'Internationalisation Jorge Costa Oliveira (50e réunion annuelle de la BAD) |
| 2018  | Ministre du Plan et des Infrastructures Pedro Manuel Dias de Jesus Marques Secrétaire d'État à l'internationalisation Eurico Jorge Nogueira Leite Brilhante Dias |
| 2019  | Secrétaire d'État aux Affaires étrangères et à la Coopération Teresa Ribeiro Ex-président Aníbal Cavaco Silva (Cérémonie d'intronisation) |
| 2020  | Secrétaire d'État à l'internationalisation Eurico Brilhante Dias Secrétaire d'État à l'Énergie João Galamba |

## Relations économiques
Contrairement aux XVIe et XVIIe siècles, les relations actuelles entre les deux pays ont peu d'influence sur la situation politique de l'autre, et les liens économiques sont également relativement faibles. En 2010, les exportations du Japon se sont élevées à 479 858 000 $ et celles du Portugal à 270 635 000 $, ce qui représente un excédent d’exportation important du côté japonais. La part des exportations totales n'est que de 0,06 %, et la part des exportations du Portugal dans les importations du Japon est de 0,04 %. Même parmi les 27 pays membres de l'UE, le Portugal reste le 18e pays partenaire du Japon en termes de valeur d'exportation et le 19e en termes de valeur d'importation. La part des échanges commerciaux du Portugal avec le Japon dans ses exportations et importations totales était d'environ 0,5-0,6 % en 2009, et, bien que les échanges intra-UE représentent environ 74 % des exportations et importations totales, la contribution des échanges avec le Japon est faible. Les exportations japonaises se composent en grande partie de véhicules de transport de passagers et de marchandises, de pièces détachées automobiles et d'équipements électriques, tandis que les principales exportations du Portugal comprennent des vêtements et des accessoires, des légumes, du poisson, du vin et du liège. Le liège naturel en particulier détient une part de marché importante au Japon.
En février 2011, Nissan a commencé la construction d'une usine de production de batteries lithium-ion pour véhicules électriques à Aveiro, au Portugal. Ce site sera implanté sur le site de l'usine d'assemblage de transmissions de Renault, et la production devrait débuter en décembre 2012. Il s'agit d'un accord commercial de grande envergure dans lequel Nissan Europe investira environ 17,5 milliards de yens.
En 2016, avec des dépenses de nuitées de 29,7 millions d'euros, les touristes japonais représentaient 0,23 % des touristes étrangers au Portugal.

## Relations culturelles
Bien que les relations économiques entre les deux pays aient diminué depuis l'isolement du Japon, il existe encore des liens relativement importants en termes culturels et universitaires, en particulier au sein du Japon. Le Portugal fut la première nation européenne à avoir des négociations directes avec le Japon, et les objets culturels importés à cette époque, tels que des boutons, des cartes à jouer, du vin et plusieurs friandises et aliments japonais (tels que le tempura, le konpeitō et le castella), sont toujours appelés par des noms d'origine portugaise et ont laissé un héritage qui s'est enraciné dans la société japonaise. De même, certains mots d’origine japonaise ont également fait leur chemin dans le vocabulaire portugais, et plusieurs éléments de la culture japonaise comme la nourriture, les anime, les mangas et la technologie japonaise sont également populaires au Portugal.
Sur le plan académique, le missionnaire jésuite Luís Fróis a laissé derrière lui de précieux documents qui donnent un aperçu du Japon féodal, tels que La première description européenne du Japon, publiée en 1585, et Historia de Iapam (« Histoire du Japon » en portugais à l'ancienne). Une autre personne qui mérite d'être mentionnée est Wenceslau de Moraes, un diplomate qui a vécu au Japon de 1899 à 1929 et est décédé à Tokushima après l'ouverture du Japon au XIXe siècle après l'isolement pendant la période Edo. Il a laissé derrière lui des essais sur le Japon et le peuple japonais. Dans certaines parties de la préfecture de Yamaguchi (comme la ville de Shunan), il existe un nom de famille d'origine portugaise appelé Tobacco Dani.
L'institut culturel portugais Instituto Camões est actif au Japon, représenté par un centre culturel à Tokyo et un grand nombre de conférences dans diverses universités japonaises. Il existe également un certain nombre de sociétés d'amitié luso-japonaises, telles que la Sociedade Luso-Nipónica.
En outre, de nombreux immigrants japonais sont arrivés au Brésil à partir de la fin du XIXe siècle, une ancienne colonie du Portugal où le portugais est toujours la langue officielle, et à partir des années 1980, leurs descendants ont commencé à travailler dans des usines de fabrication japonaises. En conséquence, les possibilités pour les Japonais d’entrer en contact avec les Portugais ont augmenté. De nombreux joueurs brésiliens ont participé à la Ligue japonaise de football professionnel, lancée en 1993. Des termes de football tels que « volante » se sont imposés au Japon. Il a été souligné qu'il existe des différences significatives de prononciation, de vocabulaire et de grammaire entre le portugais portugais et le portugais brésilien, et qu'une grande partie du portugais enseigné au Japon est brésilien, mais il n'y a généralement pas de problème de communication elle-même, ce qui s'applique également aux Portugais.

### Film
Le réalisateur portugais Paulo Rocha a vécu au Japon de 1975 à 1983 et a présenté le Japon à plusieurs reprises dans ses films. Il convient de mentionner particulièrement " Portugaru San - O Sr. Portugal em Tokushima ", tourné en 1993, un film sur le diplomate et auteur portugais Wenceslau de Moraes. En 1996, João Mário Grilo réalise « Os Olhos da Ásia », un film sur l'histoire des jésuites portugais au Japon. 20 ans plus tard, Martin Scorsese a revisité l'histoire dans Silence (2016), mais s'est limité au roman original d'Endō Shūsaku. En 2016, la réalisatrice portugaise Cláudia Varejão a dépeint avec son documentaire Ama-San la vie quotidienne de trois femmes qui plongent ensemble depuis 30 ans dans un petit village de pêcheurs de la péninsule de Shima. Le film a été projeté dans de nombreux festivals de cinéma, où il a également remporté plusieurs prix, notamment le Doclisboa de Lisbonne, le Festival international du film de Karlovy Vary en République tchèque, le Festival du film Message to Man de Saint-Pétersbourg en Russie et le Dokufest du Kosovo. En 2024, la série télévisée Shōgun a été diffusée, basée sur le roman original de James Clavell.
Le court métrage primé Tóquio Porto 9 horas du réalisateur portugais João Nuno Brochado utilise la technologie d'écran partagé en noir et blanc pour comparer la vie quotidienne dans les deux villes de Tokyo et de Porto, séparées par un décalage horaire de neuf heures. Le réalisateur japonais Hiroatsu Suzuki et la réalisatrice portugaise Rosanna Torres ont travaillé ensemble en 2012 pour réaliser O Sabor do Leite Creme, un documentaire sur un vieux couple dans un village de montagne portugais. Le caméraman japonais Takashi Sugimoto a travaillé à plusieurs reprises pour des productions portugaises. L'institut cinématographique portugais Cinemateca Portuguesa a montré à plusieurs reprises des cycles de films sur le cinéma japonais, vers 2012. Les réalisateurs japonais sont de plus en plus souvent invités dans les festivals de cinéma portugais. Ils y reçoivent également occasionnellement des récompenses, comme Atsushi Wada, qui a remporté le prix de la meilleure animation au plus important festival de courts métrages portugais Curtas Vila do Conde en 2011 pour « Wakaranai Buta ». En 2014, Hiroyuki Tanaka a remporté « Miss Zombie » au festival du film Fantasporto de Porto.

### Football
Dans le football, le footballeur professionnel portugais, Cristiano Ronaldo, est également connu parmi les fans de football japonais. Les footballeurs japonais jouent également plus fréquemment au Portugal, notamment des joueurs internationaux tels que Takahito Sōma ou Daizen Maeda (tous deux Marítimo Funchal), Nozomi Hiroyama au Sporting Braga ou Junya Tanaka au Sporting Lisbonne. Le club du Portimonense SC recrute particulièrement fréquemment des joueurs japonais, dont Mū Kanazaki, Shoya Nakajima, Takuma Nishimura, Shiryū Fujiwara, Kōki Anzai et plus récemment Kodai Nagashima et Hiroki Sugajima. Kazuya Onohara joue pour l'UD Oliveirense depuis 2020, et Kaito Anzai joue pour le Sporting Braga depuis 2019.
L'équipe nationale féminine de football du Japon a participé à la Coupe d'Algarve 2011 et a terminé à la 3e place.

### Basket-ball
En basket-ball, Isabel Lemos a été la première entraîneuse portugaise à travailler dans une ligue professionnelle au sein de l'équipe senior masculine du Rizing Zephyr Fukuoka de la B.League, ainsi que la première femme à travailler comme entraîneuse dans une ligue professionnelle masculine de basket-ball au Japon.

### Langue
À la suite de l'arrivée des Portugais au Japon, après un afflux continu d'échanges commerciaux entre le Portugal et le Japon, le vocabulaire japonais a absorbé des mots d'origine portugaise ainsi que du portugais du japonais. Dans leur grande majorité, ces mots font référence principalement à des produits et à des coutumes qui arrivaient par l'intermédiaire des commerçants portugais.
Le portugais a été la première langue occidentale à avoir un dictionnaire japonais, le dictionnaire Nippo Jisho (日葡辞書, Nippojisho) ou « Vocabulario da Lingoa de Iapam » (« Vocabulaire de la langue du Japon » en orthographe portugaise à l'ancienne), ainsi comme la plus ancienne grammaire japonaise complète existante, l'Arte da Lingoa de Iapam (« L'art de la langue japonaise »), compilée par des jésuites tels que João Rodrigues, publiée à Nagasaki entre 1603 et 1608.

### Arts martiaux
Le judo est pratiqué au Portugal depuis une démonstration de deux officiers de la marine impériale japonaise ancrés à Lisbonne au début du XXe siècle. Depuis sa création en 1959, l'organisation faîtière portugaise Federação Portuguesa de Judo organise les arts martiaux japonais au Portugal. Le pays a accueilli les Championnats d'Europe de judo 2008 et a terminé huitième avec une médaille d'or et trois médailles de bronze. Aux Championnats du monde de judo de 1995 au Japon, le Portugal a remporté une médaille de bronze, tout comme en 2003, tandis qu'en 2010, il a ramené une médaille d'argent du Japon. Le judo est l'un des sports des Jeux de Lusophie, les jeux du monde lusophone.
D'autres arts martiaux japonais sont également pratiqués de manière organisée au Portugal, notamment le Ju-jitsu, le karaté et l'aïkido.

### Musique
La culture portugaise a également été introduite au Japon à travers la musique et les arts martiaux, et le fado a également des fans au Japon, avec des musiciens et chanteurs portugais tels qu'Amália Rodrigues, Maria João Pires, Dulce Pontes et Carlos do Carmo qui sont devenus connus parmi les mélomanes au Japon, à la fois par le biais de performances et de publications. Le chef d'orchestre japonais Takuo Yuasa a travaillé à plusieurs reprises au Portugal. Plus récemment, il a dirigé l'Orquestra Sinfónica do Porto Casa da Música, l'orchestre symphonique de 96 musiciens de la Casa da Música de Porto, lors des deux concerts du Nouvel An à guichets fermés qui s'y sont déroulés les 3 et 4 janvier 2020.

## Villes jumelées
Plusieurs villes des deux pays sont en partenariat ou s’efforcent de le faire. Le premier jumelage de villes nippo-portugais a été établi en 1969 entre Tokushima et Leiria.
- Atami –  Cascais
- Hitoyoshi –  Abrantes
- Nagasaki –  Porto
- Nishinoomote –  Vila do Bispo
- Ōita –  Aveiro
- Ōmura –  Sintra
- Tokushima –  Leiria

## Chronologie
- 1541 - Un navire portugais s'échoue dans la province de Bungo.
- 1543 - Un navire portugais s'échoue sur l'île de Tanegashima. Les armes à feu ont été introduites au Japon.
- 1549 - François Xavier arrive à Kagoshima et introduit le christianisme.
- 1553 - Bernardo le Japonais est le premier Japonais à visiter l'Europe.
- 1556 - Des relations diplomatiques sont établies entre le Portugal et le clan Otomo. Luís de Almeida construit le premier hôpital, avec médecine occidentale, à Ōita.
- 1557 - Le Portugal obtient la résidence permanente à Macao auprès de la dynastie Ming.
- 1560 - Yoshiteru Ashikaga autorise Gaspar Vilela à prêcher le christianisme à Kyoto.
- 1563 - Luís Fróis arrive au Japon.
- 1565 - Bataille de la baie de Fukuda, premier affrontement naval enregistré entre les Européens et les Japonais.
- 1571 – Daimyō Ōmura Sumitada aide les Portugais à établir le port de Nagasaki. Le roi Sébastien Ier du Portugal publie un décret interdisant la détention de Japonais en esclavage sans raison valable.
- 1576 - Le premier canon du Japon est offert à Ōtomo Sōrin par le Portugal.
- 1577 - João Rodrigues arrive au Japon.
- 1580 - Ōmura Sumitada cède Nagasaki « à perpétuité » aux Jésuites. Le Portugal entre dans une union dynastique avec l'Empire espagnol.
- 1582 - l'ambassade Tenshō en Europe quitte Nagasaki.
- 1584 - Mancio Itō arrive à Lisbonne avec trois autres Japonais, accompagné d'un père jésuite. Il fut le premier envoyé japonais en Europe.
- 1587 - Toyotomi Hideyoshi publie un document déclarant l'expulsion des missionnaires portugais et la liberté du commerce.
- 1603 - Le dictionnaire japonais-portugais Nippo Jisho est publié par les jésuites de Nagasaki, contenant des entrées pour 32 293 mots japonais en portugais.
- 1610 - Destruction de la Nossa Senhora da Graça près de Nagasaki, entraînant une interruption de 2 ans dans le commerce portugais.
- 1613 - Le shogunat d'Edo (Tokugawa Ieyasu) interdit le christianisme dans tout le Japon.
- 1620 – Incident de Pingshan Changchen.
- 1636 - Le quatrième ordre d'isolement national du shogun Tokugawa Iemitsu limite le commerce portugais au Japon à Dejima.
- 1637 - Rébellion de Shimabara par des paysans chrétiens.
- 1639 - Le cinquième ordre d'isolement national interdit totalement le commerce avec le Portugal et l'entrée des navires portugais dans le port et au Japon.
- 1640 - Des envoyés portugais arrivent à Nagasaki en provenance de Macao, mais le shogunat exécute tous les visiteurs. La dynastie des Bragance s'établit et le Royaume du Portugal retrouve sa souveraineté.
- 1647 - Le roi Jean IV du Portugal envoie un émissaire au Japon pour reprendre le commerce.
- 1649 - Des envoyés portugais arrivent à Nagasaki, mais le shogunat refuse tout commerce.
- 1685 - Un navire portugais ramène les naufragés japonais à Nagasaki, mais le commerce est refusé.
- 1860 - Le 3 août, le shogunat d'Edo et le royaume du Portugal signent le traité de paix, d'amitié et de commerce. Des relations diplomatiques formelles sont établies.
- 1862 - la première ambassade du Japon en Europe s'arrête à Lisbonne.
- 1866 - L'ambassade du Portugal au Japon est établie.
- 1868 - Restauration Meiji. Le nouveau gouvernement Meiji hérite de relations diplomatiques avec des pays étrangers, dont le Portugal.
- 1910 - Révolution du 5 octobre 1910 au Portugal. Abolition de la monarchie et établissement de la Première République portugaise.
- 1914 - Première Guerre mondiale (-1918). Le Japon (Empire du Japon) entre en guerre aux côtés des Alliés.
- 1916 - Le Portugal entre en guerre aux côtés des Alliés. Le Département de portugais est créé à l'École des études étrangères de Tokyo (actuellement Université des études étrangères de Tokyo, Département de portugais).
- 1922 - Le traité des neuf puissances est conclu lors de la conférence navale de Washington.
- 1924 - Conseil suprême de la Commission alliée des réparations.
- 1932 - Le Portugal soutient le rapport de la Commission Lytton de la Société des Nations. Le Japon s’oppose à cette démarche et se retire de la Société des Nations.
- 1933 – Début de la dictature d'António Salazar au Portugal (Estado Novo).
- 1937 - Conférence internationale de Bruxelles.
- 1939 - Début de la Seconde Guerre mondiale. Les deux pays déclarent leur neutralité, mais le Japon adopte une politique plus proche de celle de l'Allemagne nazie et le Portugal adopte une politique plus proche de celle de la Grande-Bretagne.
- 1941 – Le Portugal impose des sanctions économiques au Japon, notamment un gel des avoirs. Au déclenchement de la guerre du Pacifique, le Japon entre en guerre aux côtés des puissances de l'Axe. Le Timor oriental, colonie portugaise, est occupé par l'armée néerlandaise (Armée royale des Indes néerlandaises) et l'armée australienne.
- 1942 - Le Japon bat les armées néerlandaise et australienne et occupe toute l'île de Timor. Le Portugal reste neutre tout en acceptant tacitement l'occupation japonaise.
- 1943 – Le Japon fait de Macao un protectorat.
- 1945 – Le Japon capitule, mettant fin à la Seconde Guerre mondiale. L'armée japonaise qui occupait le Timor est désarmée et le régime colonial portugais est rétabli à Macao et au Timor oriental.
- 1953 – Le Japon et le Portugal rétablissent leurs relations diplomatiques.
- 1959 - L'ambassade du Japon au Portugal est établie.
- 1968 - L'Association Japon Portugal est créée au Japon.
- 1970 - L'écrivain Kazuo Dan séjourne à Santa Cruz au nord de Lisbonne (-1972).
- 1974 - Révolution des œillets au Portugal. Le nouveau gouvernement décide de se retirer de toutes les colonies d'outre-mer, mais continue de diriger Macao.
- 1975 - Le Timor oriental déclare son indépendance du Portugal. Immédiatement après, l’armée indonésienne envahit et occupe le pays (conflit du Timor oriental). Le Portugal condamne l’occupation, mais le Japon y consent pratiquement.
- 1981 - L'Association d'amitié Portugal-Japon est créée au Portugal.
- 1986 - Le Portugal rejoint la Communauté économique européenne (CEE). Rosa Mota remporte le marathon international féminin de Tokyo.
- 1989 - Mário Soares devient le premier président portugais à se rendre au Japon pour la grande cérémonie funéraire de l'empereur Showa.
- 1993 - Le Portugal participe à la création de l'Union européenne (UE). 450e anniversaire des relations entre le Japon et le Portugal. Le président Soares se rend au Japon et la princesse Takamado au Portugal.
- 1996 - Publication du « Dictionnaire portugais moderne » (Mutsuo Ikegami, Norio Kinana, etc.). Carlos Queiroz devient manager du Nagoya Grampus Eight de la Ligue japonaise de football professionnel (J League) (-1997).
- 1998 - l'empereur Akihito et l'impératrice Michiko visitent le Portugal pour l'Expo '98 de Lisbonne (la première visite d'un empereur et d'une impératrice au Portugal). L'ancien représentant du Portugal Paulo Futre rejoint les Yokohama Flügels de la J League (il quitte le club la même année).
- 1999 - Le Portugal rend Macao à la république populaire de Chine. Le territoire portugais en Asie disparaît pratiquement. Le Portugal introduit l'euro.
- 2002 - Coupe du Monde de la FIFA 2002. L'équipe nationale portugaise joue ses trois matches de ce tournoi en Corée du Sud et ne s'est pas rendue au Japon. Après le tournoi, Nozomi Hiroyama a rejoint le SC Braga en tant que premier joueur japonais en Primeira Liga (-2003).
- 2004 – Le prince Naruhito se rend au Portugal.
- 2005 - Le Portugal participe à l'Exposition universelle de 2005 et le président Jorge Sampaio se rend au Japon.
- 2010 - Le festival du film portugais commémore le 150e anniversaire des relations diplomatiques et d'amitié entre le Portugal et le Japon depuis le XIXe siècle.
- 2011 - l'équipe du Japon féminine de football participe pour la première fois à la Coupe d'Algarve 2011 (3e place).
- 2020 - Un festival portugais commémore le 160e anniversaire des relations diplomatiques et d'amitié entre le Portugal et le Japon depuis le XIXe siècle.

## Ambassade diplomatiques
- Le Japon dispose d'une ambassade à Lisbonne. Le Japon dispose également d'un consulat honoraire à Porto.
- Le Portugal dispose d'une ambassade à Tokyo. Le Portugal dispose également de consulats honoraires à Kōbe, Kyoto, Nagasaki, Nagoya, Osaka et Tokushima.